# Willi Rihm
Willi Rihm (* 18. August 1936; † 29. August 1983) war ein deutscher Fußballspieler. Der Mittelläufer im damaligen WM-System absolvierte beim Karlsruher SC von 1960 bis 1963 in der erstklassigen Fußball-Oberliga Süd 87 Spiele (1 Tor) und von 1963 bis 1966 in der Fußball-Bundesliga 33 Pflichtspiele.

## Karriere
Beim südbadischen 1. SV Mörsch profilierte sich der kopfball- und zweikampfstarke Mittelläufer in der 1. Amateurliga Südbaden. Im Spieljahr 1959/60 kam er mit seinem Heimatverein gegen die Konkurrenz vom FV Offenburg, FC Konstanz, SV Kuppenheim, FC Rastatt 04, VfB Gaggenau, SC Freiburg und FC Villingen auf den fünften Rang. Mit der Verbandsauswahl von Südbaden war er im Länderpokal aktiv und zeigte auch dabei, dass sein Können für das Vertragsspielerlager ausreichen würde. Vor dem Olympiaqualifikationsspiel der DFB-Amateurnationalmannschaft am 24. November 1959 in Essen gegen Polen war er im Vorschaubericht der Nordwest-Zeitung (NWZ) vom 21. November (S. 16) im Spieleraufgebot aufgeführt; er kam dann aber nicht zum Einsatz. Zur Saison 1960/61 wechselte Rihm als Nachfolger von Bernhard Termath zum süddeutschen Meister Karlsruher SC in die Oberliga Süd. Sein Debüt in der Oberliga gab der Neuzugang aus Mörsch am 28. August 1960 unter Trainer Eduard Frühwirth beim Auswärtsspiel gegen Jahn Regensburg. Mit Torhüter Manfred Paul, dem Verteidigerpaar Wilhelm Dimmel und Max Schwall sowie den Außenläufern Heinz Ruppenstein und Gustav Witlatschil bildete er dabei die KSC-Defensive. Am 21. September zog er im DFB-Pokal des Jahres 1960 durch einen 2:0-Heimerfolg gegen den FK Pirmasens in das Finale ein. Am 5. Oktober verlor der KSC überraschend mit 2:3 Toren in Düsseldorf das Endspiel gegen Borussia Mönchengladbach. Die KSC-Läuferreihe war mit Ruppenstein, Rihm und Horst Szymaniak aufgelaufen und Rihm hatte es zumeist mit Mittelstürmer Ulrich Kohn zu tun gehabt. Bundestrainer Sepp Herberger nahm den KSC-Stopper im November 1960 mit auf die Länderspielreise nach Athen und Sofia, wo er aber nicht bei den Länderspielen gegen Griechenland und Bulgarien zum Einsatz kam. Herbert Erhardt, Ferdinand Wenauer und Leo Wilden waren die Stopper der Nationalmannschaft. Am 8. November 1961 führte die DFB-Elf im Wildparkstadion ein Testspiel gegen den KSC durch. In der entscheidenden Oberligasaison 1962/63 zur Nominierung für die neue Bundesliga ab 1963/64, absolvierte Rihm unter Trainer Kurt Sommerlatt alle 30 Rundenspiele für den KSC. Mit dem erreichten fünften Rang zogen die Badener in die Bundesliga ein. In die Runde starteten die Blau-Weißen am 19. August 1963 mit einem 3:2-Heimerfolg vor 35.000 Zuschauern gegen den 1. FC Nürnberg. Rihm überzeugte dabei in den direkten Duellen gegen Mittelstürmer Heinz Strehl. Am 30. Spieltag, den 28. April 1963, wurde Kickers Offenbach mit einem 3:1-Heimerfolg bezwungen. Auch da hatte es Stopper Rihm mit einem Torjäger der Südliga, mit Angreifer Siegfried Gast, zu tun.
Rihm spielte von 1960 bis 1966 für den Karlsruher SC. Zunächst in der Oberliga Süd und ab der Saison 1963/64 mit dem KSC in der neu geschaffenen Fußball-Bundesliga. Er debütierte am 24. August 1963, dem Premierenspieltag der Bundesliga, bei der 1:4-Niederlage des KSC im Heimspiel gegen den Meidericher SV. Die tragende Rolle des Abwehrchefs der Oberligatage konnte er nicht in die neue Bundesliga übertragen. In der Bundesliga spielte Rihm insgesamt 33-mal für die Karlsruher.